# (1871) Astyanax
(1871) Astyanax – planetoida z grupy trojańczyków okrążająca Słońce w ciągu 12,17 lat w średniej odległości 5,29 j.a. Została odkryta 24 marca 1971 roku przez Cornelisa i Ingrid van Houtenów na płytach fotograficznych wykonanych przez Toma Gehrelsa w Obserwatorium Palomar. Nazwa planetoidy pochodzi z mitologii greckiej od Astyanaksa – syna Hektora i Andromachy, zabitego po zdobyciu Troi przez Greków. Przed jej nadaniem planetoida nosiła oznaczenie tymczasowe (1871) 1971 FF.